# ジャニス・ジョプリン
ジャニス・リン・ジョプリン（Janis Lyn Joplin、1943年1月19日 - 1970年10月4日）は、アメリカ合衆国のミュージシャン。1960年代後半のアメリカにおけるカウンター・カルチャー時代を象徴する破滅型の女性ロック・シンガーであった。代表曲は「Move Over（ジャニスの祈り）」。
「ローリング・ストーンの選ぶ歴史上最も偉大な100人のシンガー」において第28位。「ローリング・ストーンの選ぶ歴史上最も偉大な100組のアーティスト」において第46位。「Q誌の選ぶ歴史上最も偉大な100人のシンガー」において第17位。
27歳で急死したことから、所謂27クラブのメンバーの1人にされている。

## 生涯

### 生い立ち
ジョプリンはテキサコに勤める労働者の父セス（1910年〜1987年）、母ドロシー（1913年〜1998年）、本人、妹ローラ（1949年〜）弟マイケル（1951年〜）の5人家族で育った。彼女は小さな頃からベッシー・スミスやオデッタ、ビッグ・ママ・ソーントンなどのブルースを聴く一方、地元の聖歌隊に参加していた。ポート・アーサーのトーマス・ジェファーソン・ハイスクールでは他の生徒から孤立しがちであったが、仲の良かったグラント・リオンズという生徒にレッドベリーのレコードを聴かされたのを契機に、ブルースやフォーク・ミュージックに関心を持つようになった。
1960年にテキサス大学オースティン校に入学したが、男子学生によって非公式に行われたミスコンならぬ所謂ブスコンでトップに選ばれ、ショックを受けて中退した。1963年にサンフランシスコへと向かい、フォーク・シンガーとして生計を立てていたが、この頃から麻薬の常習が始まったとされる。ヘロインやアンフェタミンなどの薬物の他に、アルコールも大量に摂取していた。
当時の女性シンガーについて当てはまることであるが、ジョプリンのイメージと内面には大きな隔たりがある。妹ローラの手記『Love, Janis』（1992年）には、彼女が知的でシャイ、繊細な家族思いの人物であったことが記されている。

### ビッグ・ブラザー&ザ・ホールディング・カンパニー

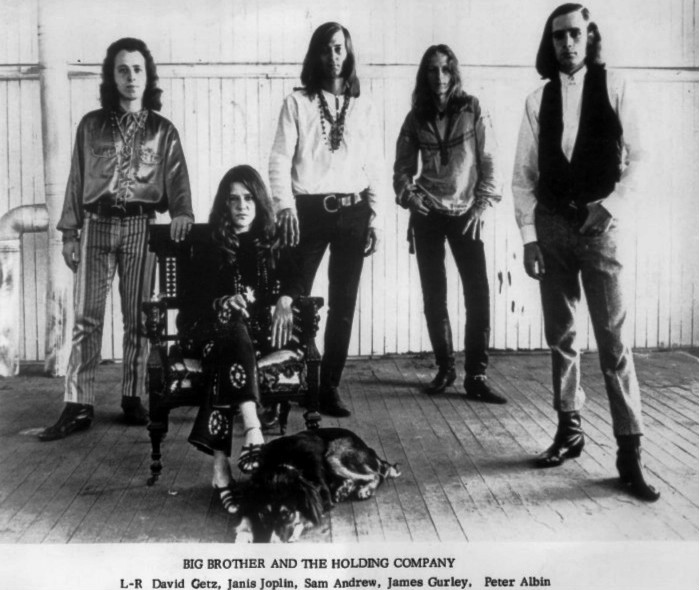
ビッグ・ブラザー&ザ・ホールディング・カンパニー（1966もしくは1967年）

一時静養のためにポート・アーサーへ帰郷したが、1966年には再びサンフランシスコへと戻っている。ヘイト・アシュベリーを中心としたヒッピーたちの間で際立って目立っていた彼女は、ビッグ・ブラザー&ザ・ホールディング・カンパニーに参加する。彼等は独立系レーベルのメインストリーム・レコードと契約し、1967年にバンドの名を冠したデビュー・アルバムを発表した。
ビッグ・ブラザー&ザ・ホールディング・カンパニーは演奏能力の不足を指摘され、デビュー・アルバムの売れ行きは不調だった。しかしジョプリンは同年6月に開かれたモントレー・ポップ・フェスティバルにおける歌唱で大きな注目を集めるようになった。彼女はビッグ・ママ・ソーントンの「ボール・アンド・チェイン」を荒々しく歌いこなしてみせた。D・A・ペネベイカー監督のドキュメンタリー映画『モンタレー・ポップ フェスティバル'67』では、群衆に紛れたキャス・エリオットが彼女の熱唱を観て"Wow, that's really heavy."と呟く姿が撮影されている。1968年に発表されたセカンド・アルバム『チープ・スリル』には「ボール・アンド・チェイン」やスタンダード・ナンバーをブルース風にカバーした「サマータイム」など、迫力ある歌が多く収録された。彼女は以前にも増して生々しい歌声を披露し、その評価を決定づけた。

### ソロ活動と急死

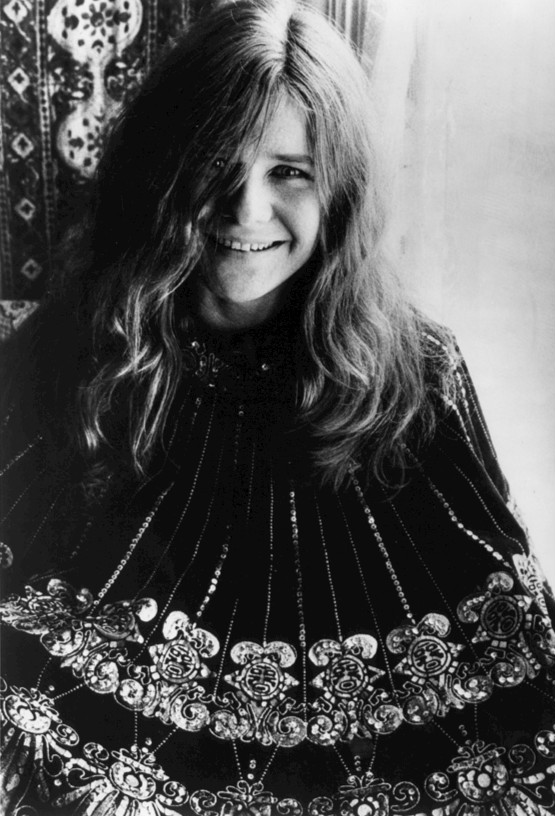
1969年

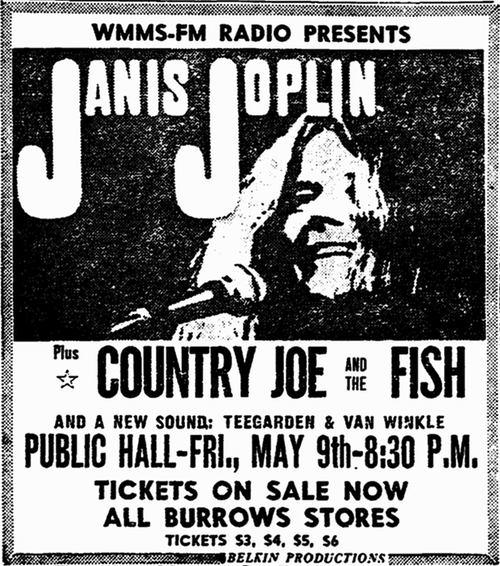
全盛期のコンサート広告（1969年）

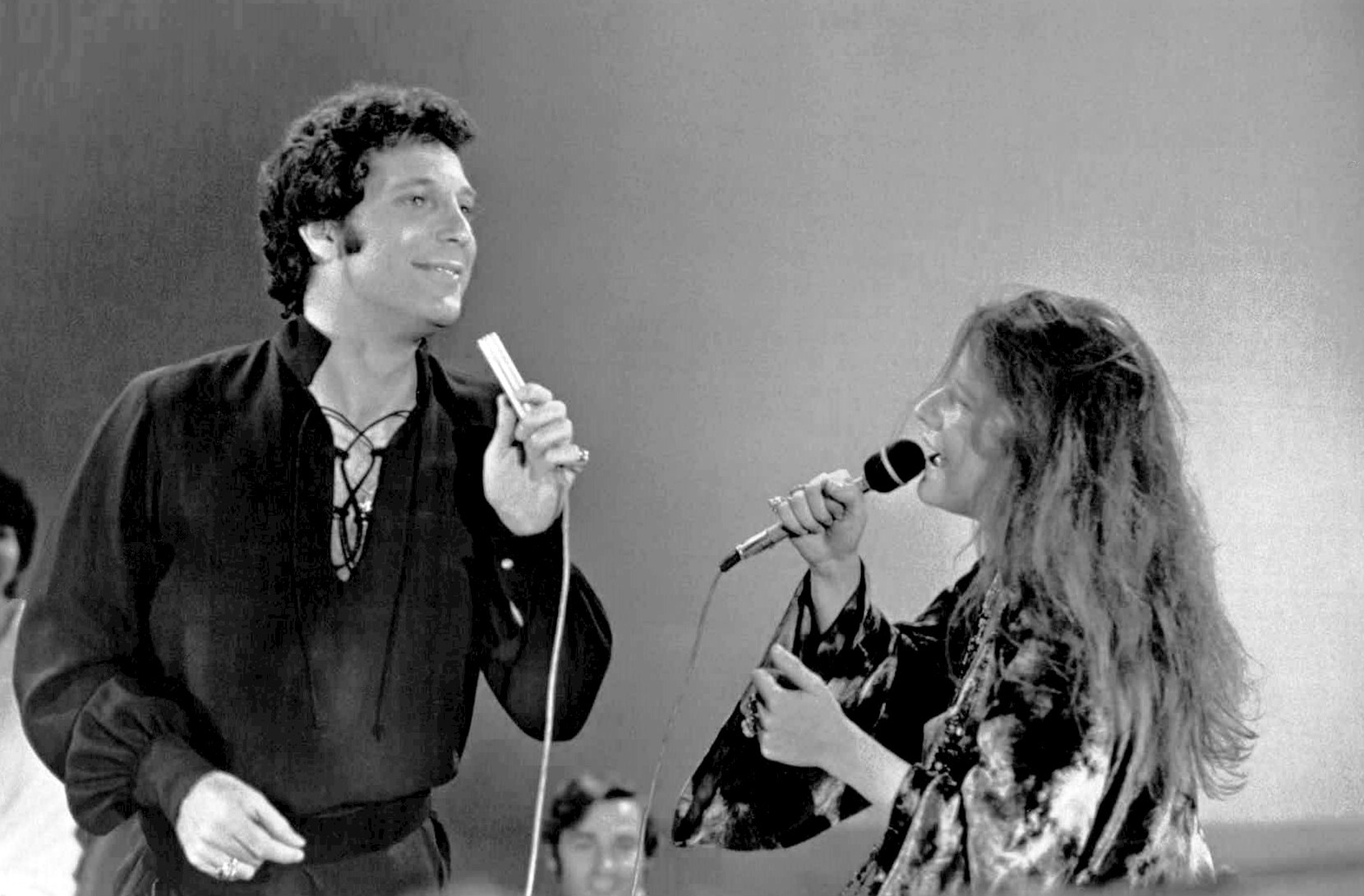
テレビ番組でトム・ジョーンズと共演するジョプリン（1969年）

1968年12月、彼女はビッグ・ブラザー&ザ・ホールディング・カンパニーを脱退し、ソロ活動のバック・バンドとして、よりソウル・ミュージックを意識してブラス・セクションを加えたコズミック・ブルース・バンドを結成した。1969年に初のソロ・アルバム『コズミック・ブルースを歌う』をリリースし、同年8月にはウッドストック・フェスティバルに出演した。同バンドはまもなく解散し、彼女は新しいバック・バンドであるフル・ティルト・ブギー・バンドを結成する。こちらは、2人のキーボード奏者を含んだ編成だった。
1970年6月29日から7月3日まで、「フェスティバル特急」と呼ばれた列車にザ・バンド、グレイトフル・デッド、バディ・ガイらと共に乗ってカナダでのツアーを行なった。この豪華なツアーの模様は2003年にドキュメンタリー映画『フェスティバル・エクスプレス』として公開された。
彼女が生前最後に公の場に姿を現したのは、1970年6月と8月に放映されたテレビ番組だった。6月20日に放映されたABCのトーク番組『The Dick Cavett Show』で、彼女は高校の同窓会に出席する予定だと述べ、自分は今までクラス、学校、町、そして国中の笑い者だったとも語っている。一躍スターとなり彼女は同窓会に出席したが、その際も疎外感の中、孤独な表情がカメラにおさめられている。この一件は彼女の孤独感を表す象徴的なエピソードとして語られている。
同年9月、彼女はポール・ロスチャイルドをプロデューサーに迎え、フル・ティルト・ブギー・バンドと共に2作目のソロ・アルバムの制作を開始した。10月4日の夕方、彼女がレコーディングに姿を見せなかったことに不安を感じたロスチャイルドがフル・ティルト・ブギー・バンドのローディーを務めていたジョン・クックに連絡し、彼女が滞在していたハリウッドの「ランドマーク・モーター・ホテル」105号室を尋ねたところ、彼女がベッド横の床に倒れているのを発見した。かたわらには4ドル50セントと封の切られていないマールボロが一箱残されていたという。27歳没。彼女は以前からヘロインを乱用していたが、この時摂取したものは通常のものより高純度だったため、致死量を超えたことが死因であるとされる。遺体は火葬され、遺灰は死から9日後の10月13日、カリフォルニア州マリン郡スティンソンの海岸沖の上空から太平洋へと散骨された。
制作中だったセカンド・アルバムは『パール』と題されて、1971年1月に発表された。ビートニク詩人マイケル・マクルーアと彼女の共作「ベンツが欲しい」はアカペラの仮録音、死の当日にボーカルの録音が予定されていた「生きながらブルースに葬られ」はインストゥルメンタルとして収録されている。同アルバムは彼女の短いキャリアにおける最高の売り上げを記録し、クリス・クリストファーソン作「ミー・アンド・ボビー・マギー」のカバーがビルボードのチャート1位を記録、「ベンツが欲しい」もヒットした。

## ディスコグラフィ

### ビッグ・ブラザー&ザ・ホールディング・カンパニー
- 『ファースト・レコーディング』 - Big Brother and the Holding Company (1967年)
- 『チープ・スリル』 - Cheap Thrills (1968年)

### ソロ・アルバム
- 『コズミック・ブルースを歌う』 - I Got Dem Ol' Kozmic Blues Again Mama! (1969年)
- 『パール』 - Pearl (1971年)

### 没後に発表されたアルバム
- 『ジョプリン・イン・コンサート』 - In Concert (1972年)
- 『グレイテスト・ヒッツ』 - Janis Joplin's Greatest Hits (1973年)
- 『伝説のロック・クィーン / ジャニス』 - Janis (1975年)
- Wicked Woman (1976年) ※1970年、Harvard Stadium録音
- Anthology (1980年) ※ヨーロッパのみ発売
- 『白鳥の歌』 - Farewell song (1982年)
- 『チーパー・スリルズ』 - Cheaper Thrills (1984年) ※元はファンクラブ盤
- 『ジャニス』 - Janis (1993年)
- 『18の祈り - ベスト・オブ・ジャニス』 - 18 Essential Songs (1995年)
- This Is Janis Joplin (1995年)
- 『ライヴ・アット・ウィンターランド '68』 - Live at Winterland '68 (1998年) ※ビッグ・ブラザー&ザ・ホールディング・カンパニー名義
- Live at Woodstock: August 19, 1969 (1999年)
- Box of Pearls (1999年) ※4枚のアルバム+レア音源による1枚の5枚組
- 『スーパー・ヒッツ』 - Super Hits (2000年)
- Love, Janis (2001年) ※ミュージカル・サウンドトラック
- 『ジャニスのすべて』 - Essential Janis Joplin (2003年)
- The Collection (2004年) ※3枚のスタジオ・アルバム (1968年–1971年)+ボーナストラック
- 『プレイリスト:ヴェリー・ベスト・オブ・ジャニス・ジョプリン』 - Very Best of Janis Joplin (2007年)
- The Lost Tapes (2008年)
- 『ウッドストック・エディション』 - The Woodstock Experience (2009年) ※コズミック・ブルース・バンドとのライブ
- Move Over! (2011年) ※レコード・ストア・デイ・リリース
- 『ライヴ・アット・ザ・カルーセル・ボールルーム1968』 - Live at the Carousel Ballroom 1968 (2012年) ※ビッグ・ブラザー&ザ・ホールディング・カンパニー名義
- Blow All My Blues Away (2012年) ※9枚組セット
- 『ザ・パール・セッションズ』 - The Pearl Sessions (2012年)
- 『Cheap Thrills（50周年記念エディション）』 - Sex, Dope And Cheap Thrills(2018年)※ビッグ・ブラザー&ザ・ホールディング・カンパニー名義の未発表音源2枚組セット

## フィルモグラフィ
- 『モンタレー・ポップ フェスティバル'67』 - Monterey Pop (1968年)
- Petulia (1968年)
- Janis Joplin Live in Frankfurt (1969年)
- Janis (1974年)
- 『ジャニス』 - Janis: The Way She Was (1974年)
- Comin' Home (1988年)
- 『ウッドストック』 - Woodstock - The Lost Performances (1991年)
- 『ウッドストック/愛と平和と音楽の三日間』 - Woodstock: 3 Days of Peace & Music (Director's Cut) (1994年)
- 『フェスティバル・エクスプレス』 - Festival Express (2003年)
- 『ナイン・ハンドレッド・ナイツ』 - Nine Hundred Nights (2004年)
- The Dick Cavett Show: Rock Icons (2005年) Shout
- Rockin' at the Red Dog: The Dawn of Psychedelic Rock (2005年)
- This is Tom Jones (2007年) ※1969年のTVショー出演
- 『ディレクターズカット ウッドストック 愛と平和と音楽の3日間 製作40周年記念リビジテッド版』 - Woodstock: 3 Days of Peace & Music (Director's Cut) 40th Anniversary Edition (2009年)
- Janis Joplin with Big Brother: Ball and Chain (2009年) ※DVD
- 『ジャニス:リトル・ガール・ブルー』 - Janis: Little Girl Blue (2015年)

### 関連映画
- 『ローズ』 - The Rose (1979年) ※ジョプリンをモデルとした映画。ベット・ミドラー主演。
- 『歌え! ジャニス★ジョプリンのように』 - Janis et John (2003年) ※フランス映画。ジョプリンとジョン・レノンをモチーフとしたコメディ作品。

## 書籍
- マイラ・フリードマン『ジャニス・ジョプリン 生きながらブルースに葬られ』沢川進訳. 早川書房, 1976
- エリス・アンバーン『ジャニス・ジョプリン/禁断のパール』上原英見訳. 大栄出版, 1993
- 山川健一『Rudie's club 10 (ジャニス・ジョプリン)』八曜社, 1993
- ローラ・ジョプリン『ジャニス・ジョプリンからの手紙』菅野彰子訳. 音楽之友社, 1994.